# دجاجة مطاطية

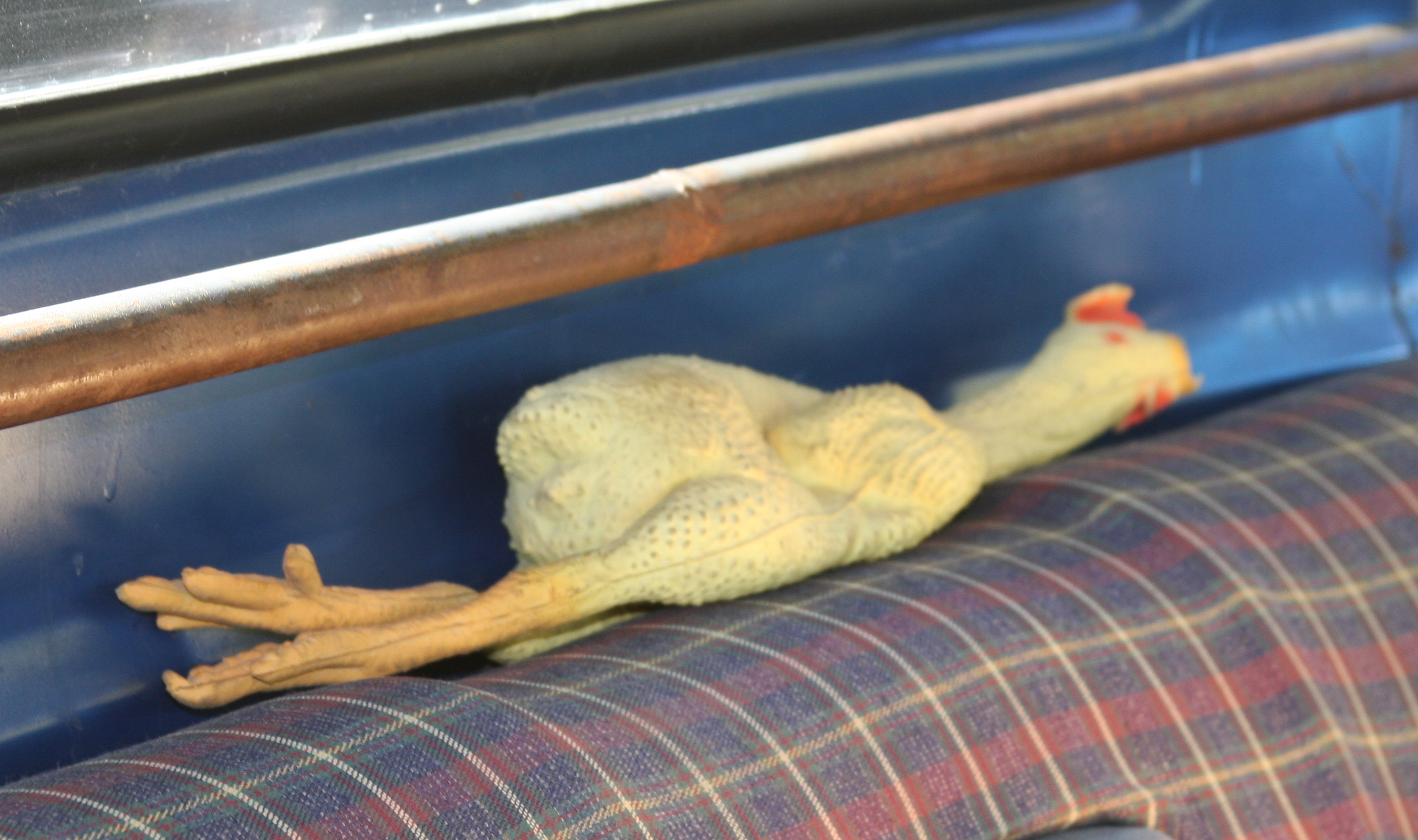

الدجاجة المطاطيّة (بالإنجليزية:Rubber chicken) هي عبارة عن لعبة على شكل دجاجة لها رأس وجسد طويل ومصنوعة من المطاط وعند الضغط عليها تصدر أصوات مضحكة.